# Arnold Boer
Arnold Boer (Veendam, 9 maart 1900 - april 1992) was een Nederlands politicus van de Partij van de Vrijheid (PvdV).
Hij werd geboren als zoon van Wolter Boer (1863-1939, notaris) en Antonia Quirina Koening (1868-1948). Hij ging in 1917 als volontair werken bij de gemeentesecretarie van Gorssel en was vervolgens werkzaam bij de gemeenten Heusden, Brakel en Gorinchem. Boer trad in 1928 als adjunct-commies in dienst bij de gemeentesecretarie van Gouda waar hij in 1939 promoveerde tot commies. Begin 1947 werd Boer benoemd werd tot burgemeester van Zevenhuizen. Hij ging daar in april 1965 met pensioen en overleed in 1992 op 92-jarige leeftijd.